# Calluga lobata
Calluga lobata là một loài bướm đêm trong họ Geometridae.